# واسط (روستا)
واسط روستای کوچکی از توابع شهر دبا الفجیره در نوار ساحلی کرانهٔ
دریای عمان از توابع امارت فجیره از امارات هفتگانه دولت امارات متحده عربی واقع شده‌است.

## آثار تاریخی
آثار تاریخی گوناگونی در «واسط» کشف شده‌است. آثارهای زیادی از دوران پیشین در سراسر منطقهٔ کشف شده‌است، آثارهای متعددی از دوران گذشته در سراسر واسط وجود دارد.

## جمعیت
جمعیت روستای واسط در حدود ۱۰۰ نفر (۲۶ خانوار) می‌باشد که از اهل سنت و مالکی مذهب هستند. شغل عمدهٔ مردم و ماهی گیری وتجارت است.